# Дэгнажэн
Дэгнажэн (англ. Degna Djan) — царь Аксумского царства (IX или X вв.). По мнению Пола Б. Хензе (Paul B. Henze), его тронное имя было «Анбэса-Ыддым», которое, по преданиям, было именем его старшего сына. Его младшим сыном был Дыль-Нэад.
Э. А. У. Бадж рассказывает о самом известном предании о Дэгнажэне, согласно которому на смертном одре тот просил абуну (митрополита) Петроса решить, какой из двух его сыновей должен стать его преемником. Абуна Петрос выбрал Дыль-Нэада, но, как говорят, расстроенный этим решением Анбэса-Ыддым подкупил египетского монаха Минаса, чтобы тот отправился в Александрию и убедил Патриарха Александрийского отстранить абуну Петроса, чтобы Анбэса-Ыддым смог занять трон. Минас возвратился с поддельными документами о назначении его абуной и благословил Анбэсу-Ыддыма на царствие. После этого сторонники Дыль-Нэада собрали войска и свергли Анбэсу-Ыддыма; узнав правду, патриарх Косьма отлучил от церкви Минаса, но к тому времени Минас уже умер.
Таддессе Тамрат повторяет предания, согласно которым Дэгнажэн руководил военными экспедициями на юг до Эннареи и руководил миссионерской деятельностью в высокогорьях Ангота и современного региона Амхара. Поскольку в «Гадла» Такла Хайманота утверждается, что Дэгнажэн жил на 18 поколений — или 400—600 лет — раньше святого (ок. 1215), то «это относит Дэгнажэна к первой половине девятого века».
Таддессе Тамрат также упоминает предание, согласно которому именно Дэгнажэн, а не его сын Дыль-Нэад, является последним царём Аксума.